# Amok (album)
Amok – trzeci album fińskiego zespołu metalowego Sentenced, wydany 3 stycznia 1995 przez wytwórnię Century Media Records. Jest to ostatni album stworzony z udziałem Tanelego Jarvy.

## Twórcy
- Taneli Jarva – śpiew, gitara basowa
- Miika Tenkula – gitara
- Sami Lopakka – gitara
- Vesa Ranta – perkusja

## Lista utworów
| Nr | Tytuł utworu                                          | Słowa        | Muzyka        | Długość |
| -- | ----------------------------------------------------- | ------------ | ------------- | ------- |
| 1. | „The War Ain’t Over!”                                 | Taneli Jarva | Miika Tenkula | 4:18    |
| 2. | „Phenix”                                              | Jarva        | Tenkula       | 5:33    |
| 3. | „New Age Messiah”                                     | Jarva        | Tenkula       | 4:29    |
| 4. | „Forever Lost”                                        | Sami Lopakka | Lopakka       | 7:16    |
| 5. | „Funeral Spring”                                      | Jarva        | Jarva         | 3:55    |
| 6. | „Nepenthe”                                            | Jarva        | Tenkula       | 3:53    |
| 7. | „Dance on the Graves (Lil Siztah)”                    | Jarva        | Tenkula       | 4:27    |
| 8. | „Moon Magick”                                         | Jarva        | Jarva         | 4:46    |
| 9. | „The Golden Stream of Lapland” (utwór instrumentalny) |              | Tenkula       | 4:58    |
|    |                                                       |              |               | 43:35   |